# Chock (film)
Chock är en amerikansk thriller från 1946. 
Den gjordes som en b-film men filmbolagschefen Darryl F. Zanuck beslutade att släppa den som en huvudattraktion istället. I Amerika protesterade många läkare inom psykiatrin mot den negativa bild av deras yrkeskår som de ansåg filmen gav. Vincent Price spelade huvudrollen som en ondskefull psykiater och Anabel Shaw den som råkar ut för hans onda planer. Filmen som är regisserad av Alfred Werker är influerad av både tysk expressionism och film noir-genren. Aubrey Schenck producerade och filmen distribuerades av 20th Century Fox. Svensk premiär var 20 maj 1946.

## Roller
- Vincent Price - Dr. Richard Cross
- Lynn Bari - Elaine Jordan
- Frank Latimore - Löjtnant Paul Stewart
- Anabel Shaw - Janet Stewart
- Michael Dunne - Dr. Stevens
- Reed Hadley - O'Neill
- Renee Carson - Fru Hatfield
- Charles Trowbridge - Dr. Franklin Harvey